# Gibbaeum schwantesii
Gibbaeum schwantesii là một loài thực vật có hoa trong họ Phiên hạnh. Loài này được Tischler mô tả khoa học đầu tiên năm 1937.